# Флоренский, Павел Васильевич
Па́вел Васи́льевич Флоре́нский (род. 7 июня 1936, Нарофоминск) — советский и российский геохимик и петрограф, писатель, филателист и общественный деятель. Доктор геолого-минералогических наук, профессор. Руководитель Экспертной группы по чудесам при Синодальной библейско-богословской комиссии РПЦ. Внук священника и философа П. А. Флоренского (1882—1937).

## Биография
Родился в 1936 году в Москве в семье геохимика и петрографа Василия Павловича Флоренского и Наталии Ивановны Зарубиной.
В 1959 году окончил геолого-разведочный факультет Московского института нефтехимической и газовой промышленности имени И. М. Губкина по специальности «Геология и разведка нефтяных и газовых месторождений».
Работал на кафедре литологии факультета геологии и геофизики нефти и газа Российского государственного университета нефти и газа имени И. М. Губкина. Преподаёт предметы «Общая геохимия» и «Геохимия окружающей среды».:
- 1956 — коллектор и инженер,
- 1961 — младший научный сотрудник,
- 1965 — старший научный сотрудник,
- 1965 — ассистент,
- 1968 — старший преподаватель,
- 1970 — доцент,
- с 1990 года — профессор.

В 1965 году в Московском институте нефтехимической и газовой промышленности имени И. М. Губкина защитил диссертацию на соискание учёной степени кандидата геолого-минералогических наук по теме «Пермские и триасовые отложения Мангышлака, Устюрта и соседних районов и перспективы их нефтегазоносности».
С 1966 года — руководитель научного студенческого кружка «Петрограф».
В 1960-е годы начал изучение метеоритного кратера Жаманшин, является его первооткрывателем, доказавшим в 1975 году ударную природу кратера. Обнаружил первые в СССР тектиты — иргизиты.
В 1982 году в Московском институте нефтехимической и газовой промышленности имени И. М. Губкина защитил диссертацию на соискание учёной степени доктора геолого-минералогических наук по теме «Триасовые отложения Туранской плиты: состав, структура, нефтегазоносность».
В 1984—1986 годах преподавал в Алжирской Народно-Демократической Республике.
Был научным руководителем 3 кандидатов наук и научным консультантом докторской диссертации.
Занимается вопросами экологии в зонах вооруженных конфликтов. Работал в Абхазии, Чечне и Южной Осетии.
В область научных интересов входят астрогеология, геология Луны, нефтегазоносность Казахстана, планетарная геология, применение космической информации в геологии, разломы земной коры.
- Православный.[1] Духовники — архиепископ Казанский и Марийский Сергий (Голубцов) и протоиерей Валентин Асмус.[1]

## Семья
- Дед — Павел Александрович Флоренский (1882—1937), русский православный священник, богослов, религиозный философ, учёный, поэт.
- Дядя — Кирилл Павлович Флоренский (1915—1982), геохимик и планетолог.
- Двоюродный брат — игумен Андроник (Трубачёв)[1][6]

Отец — Василий Павлович Флоренский (1911—1956), геохимик и петрограф. Мать — Наталия Ивановна Зарубина
Жена — Юлия Алексеевна Флоренская, преподаватель музыки.
- Сын — Василий (род. 1968), художник, преподаёт в художественных школах для детей в православной гимназии и при Храме Марона Пустынника в Старых Панех. Дети — Иван, Александр, Варвара.[1]
- Дочь — Анна, окончила Российский государственный университет нефти и газа имени И. М. Губкина. Муж геолог. Дети — Пауль, Анна Мария, Мартин.[1]

## Награды
- 2000 — Медаль В. И. Вернадского РАЕН[2]
- 2001 — Знак Министерства обороны Российской Федерации «Миротворческая миссия в Абхазии. Грузия»[2]
- 2005 — Орден преподобного Сергия Радонежского III степени[2]
- 2009 — Орден Святой Анны III степени[2]

## Членство в организациях
- 1983 — член комиссии по изучению научного наследия академика В. И. Вернадского.[2]
- 1988—1991 — член комиссии Верховного Совета СССР по анализу причин Чернобыльской катастрофы.[2] Один из авторов Закона СССР от 12.05.1991 № 2146-I «О социальной защите граждан, подвергшихся воздействию радиации вследствие катастрофы на Чернобыльской АЭС».[2]
- 1995 — действительный член Международной славянской академии наук, искусств и культуры и с 1996 года — Российской академии естественных наук.[2]
- 1997 — член Союза писателей России.[2]
- 2000 — действительный член АН Республики Абхазия.[2]